# Disko (zaljev)
Disko (grenlandski: Qeqertarsuup tunua; danski: Diskobugten) je uvala na zapadnoj obali Grenlanda. To je široki zaton na jugoistoku Baffinovog zaljeva. 

## Zemljopis
Južnu obalu Disko zaljeva karakteriziraju mnogobrojni grebeni i otočići Aasiaatskog otočja. Qasigiannguit i Ilimanaq glavna su naselja u jugoistočnom dijelu zaljevu, a nalaze se južno od izlaza fjorda Ilulissat u more.
Na sjeveru uvala je omeđena otokom Qeqertarsuaqom, najvećim na zapadnoj obali. Sjeverno od Ilulissata i zapadno od otoka Aluttoq uvala se pretvara u tjesnac Sullorsuaq, koji odvaja Qeqertarsuaq od poluotoka Nuussuaq.

## Povijest
Zaljev Disko je tijekom stoljeća bio važno mjesto. Europljani su se s njegovom obalom prvi put susreli kad je Erik Crveni otpočeo naseljavanje 985. zapadne obale Grenlanda, koja je bila pogodnija za život. Tamošnja dva naselja, zvana istočno i zapadno naselje, bila su samoodrživa gospodarstva, koja su živjela od stočarstva. Ubrzo nakon osnivanja zapadnog naselja Vikinzi su za ljetnog otapanja leda krenuli duž obale i otkrili zaljev Disko.
Oni su za ovaj zaljev prije svega bili zainteresirani zbog njegovih bogatih resursa: morževi su davali bjelokost, tuljani krzno, a kitovi mnogo različitih stvari. Ti su proizvodi postali glavni izvor prihoda za grenlandske naseljenike, koji su trgovali s Islandom, Britanskim otočjem i kontinentalnom Europom. Bez tog bogatstva prirodnih resursa tamošnja naselja vjerojatno ne bi opstala tako dugo.
Nije točno poznato kad su se Inuiti prvi put pojavili u zaljevu Disko; vikinška predaja kaže da je to područje bilo nenaseljeno kad su ga Vikinzi prvi put istražili. Prema toj predaji, na kraju je sklopljen sporazum s Inuitima, koji su tamo došli sa sjevera i sa zapada. Jedno su vrijeme obje strane mirno živjele i koristile zaljev i njegove resurse. No kasnija predaja govori o borbama i ubojstvima na obje strane.[nedostaje izvor] Međutim, temeljni razlog za napuštanje grenlandskih naselja bilo je nastupanje malog ledenog doba u 15. stoljeću. Došlo je do tako ekstremnih promjena u temperaturi da je zaljev Disko postao nedostupan čak i za toplijih ljetnih mjeseci, što je uništilo sredstva za život grenlandskih Vikinga. Čak je i istočno naselje, koje se nalazilo ispod Arktičkog kruga, postalo prehladno za život. Od tada pa sve do danske kolonizacije Grenlanda u 18. stoljeću Inuiti su kontrolirali područje zaljeva Disko, premda su engleski i nizozemski kitolovci ponekad posjećivali to područje nakon što je ono ucrtano u kartu tijekom treće ekspedicije Johna Davisa na Grenland 1587. godine. 